# ویلیام هاگینز
ویلیام هاگینز (انگلیسی: William Huggins؛ ۷ فوریهٔ ۱۸۲۴ – ۱۲ مهٔ ۱۹۱۰) ستاره‌شناسی انگلیسی بود. شهرت وی بیشتر به دلیل کارهای پیشتازانه‌اش در عرصه طیف‌نگاری نجومی است.
وی همچنین برنده جوایزی همچون نشان هنری دراپر شده است.